# Ilias Fifa
Ilias Fifa, född 16 maj 1989 i Marocko, är en spansk långdistanslöpare.
Vid Europamästerskapen i friidrott 2016 i Amsterdam tog Fifa guld på 5 000 meter. Fifa tävlade för Spanien vid olympiska sommarspelen 2016 i Rio de Janeiro, där han blev utslagen i försöksheatet på 5 000 meter.
I oktober 2017 greps Fifa i en dopningsräd i Barcelona. I maj 2018 blev han avstängd från att tävla i fyra år för dopingbrott. I februari 2019 sänktes avstängningen till två år.